# Beacon Square
Beacon Square ist ein census-designated place (CDP) im Pasco County im US-Bundesstaat Florida. Das U.S. Census Bureau hat bei der Volkszählung 2020 eine Einwohnerzahl von 8.320 ermittelt.

## Geographie
Beacon Square liegt am Golf von Mexiko, rund 60 km westlich von Dade City sowie etwa 40 km nordwestlich von Tampa. Der CDP wird vom U.S. Highway 19 tangiert.

## Demographische Daten
Laut der Volkszählung 2010 verteilten sich die damaligen 7224 Einwohner auf 4130 Haushalte. Die Bevölkerungsdichte lag bei 1389,2 Einw./km². 90,2 % der Bevölkerung bezeichneten sich als Weiße, 3,1 % als Afroamerikaner, 0,3 % als Indianer und 1,6 % als Asian Americans. 2,2 % gaben die Angehörigkeit zu einer anderen Ethnie und 2,5 % zu mehreren Ethnien an. 9,9 % der Bevölkerung bestand aus Hispanics oder Latinos.
Im Jahr 2010 lebten in 24,5 % aller Haushalte Kinder unter 18 Jahren sowie 38,6 % aller Haushalte Personen mit mindestens 65 Jahren. 58,1 % der Haushalte waren Familienhaushalte (bestehend aus verheirateten Paaren mit oder ohne Nachkommen bzw. einem Elternteil mit Nachkomme). Die durchschnittliche Größe eines Haushalts lag bei 2,22 Personen und die durchschnittliche Familiengröße bei 2,78 Personen.
21,2 % der Bevölkerung waren jünger als 20 Jahre, 22,7 % waren 20 bis 39 Jahre alt, 26,9 % waren 40 bis 59 Jahre alt und 29,3 % waren mindestens 60 Jahre alt. Das mittlere Alter betrug 45 Jahre. 47,7 % der Bevölkerung waren männlich und 52,3 % weiblich.
Das durchschnittliche Jahreseinkommen lag bei 36.250 $, dabei lebten 14,5 % der Bevölkerung unter der Armutsgrenze.
Im Jahr 2000 war englisch die Muttersprache von 92,30 % der Bevölkerung, spanisch sprachen 2,74 % und 4,96 % hatten eine andere Muttersprache.

## Wirtschaft
Eine nennenswerte Industrie gibt es nicht. Die hauptsächlichen Beschäftigungszweige sind: Ausbildung, Gesundheit und Soziales: (26,2 %), Handel / Einzelhandel: (16,3 %), Zukunftstechnologien, Management, Verwaltung: (11,8 %).

## Kliniken
Die Stadt selbst hat keine Klinik. Für medizinische Behandlungen, die einen ambulanten oder stationären Aufenthalt notwendig machen, müssen die Einwohner eine der umliegenden Kliniken aufsuchen: Das North Bay Hospital in New Port Richey, etwa 5 km entfernt, das Helen Ellis Memorial Hospital in Tarpon Springs, etwa 8 km entfernt oder das Regional Medical Center Bayonet Point in Hudson, etwa 20 km entfernt.

## Parks und Sportmöglichkeiten
Es gibt ein kleines Angebot von verschiedenen Stadtparks sowie mehrere sportliche Einrichtungen sowie Spielwiesen und Möglichkeiten zum Camping und Grillen.